# Palaos en los Juegos Olímpicos de Sídney 2000
Palaos estuvo representado en los Juegos Olímpicos de Sídney 2000 por cinco deportistas, dos hombres y tres mujeres, que compitieron en tres deportes.
La portadora de la bandera en la ceremonia de apertura fue la halterófila Valerie Pedro. El equipo olímpico palauano no obtuvo ninguna medalla en estos Juegos.